# Kitty ter Braake
Kitty ter Braake (eigentlich Catharina Elizabeth ter Braake; * 19. Dezember 1913 in Amsterdam; † 20. Juni 1991 ebd.) war eine niederländische Hürdenläuferin und Sprinterin.
1936 wurde sie bei den Olympischen Spielen in Berlin jeweils Fünfte über 80 m Hürden und in der 4-mal-100-Meter-Staffel.
Bei den Leichtathletik-Europameisterschaften 1938 in Wien gewann sie Bronze über 80 m Hürden.

## Persönliche Bestleistungen
- 100 m: 12,3 s, 10. Juli 1938, Rotterdam
- 80 m Hürden: 11,7 s, 19. August 1936, Wuppertal